# David A. Stewart
Dave Stewart (n. David Allan Stewart 9 septembrie 1952, Sunderland) este un muzician și producător muzical englez de pop-rock devenit celebru pentru parteneriatul cu Annie Lennox, împreună cu care a format trupa Eurythmics, unul dintre cele mai celebre duo-uri muzicale ai anilor '80. Stewart a compus cântece pentru numeroși alți cântăreți, printre care: Gwen Stefani, Jon Bon Jovi, Mick Jagger, t.A.T.u., Bono, Ringo Starr și Katy Perry.